# Cristián Montecinos
Cristián Antonio Montecinos González (né le 19 décembre 1970 à Talca au Chili) est un footballeur chilien.

## Biographie

### Carrière de club
Montecinos commence sa carrière professionnelle en 1988. Durant sa carrière, il joue tout d'abord dans le club du Club Social de Deportes Rangers, puis à plusieurs reprises à l'Unión Española, au Club de Deportes Temuco, à l'Atlético Junior, au Club Santos Laguna, à plusieurs reprises au Club de Deportes Concepción, à Cruz Azul, au Colo Colo, au Club Necaxa, au Puebla et à l'Al Wasl.

### Carrière internationale
Montecinos a notamment participé avec l'équipe du Chili de football à la Copa América 2001, où il inscrit 3 buts en 4 matchs.